# بيتر ستيفنز
بيتر ستيفنز (بالإنجليزية: Peter Stevens)‏ هو مصمم ومهندس بريطاني، ولد في 1943.